# Oltos

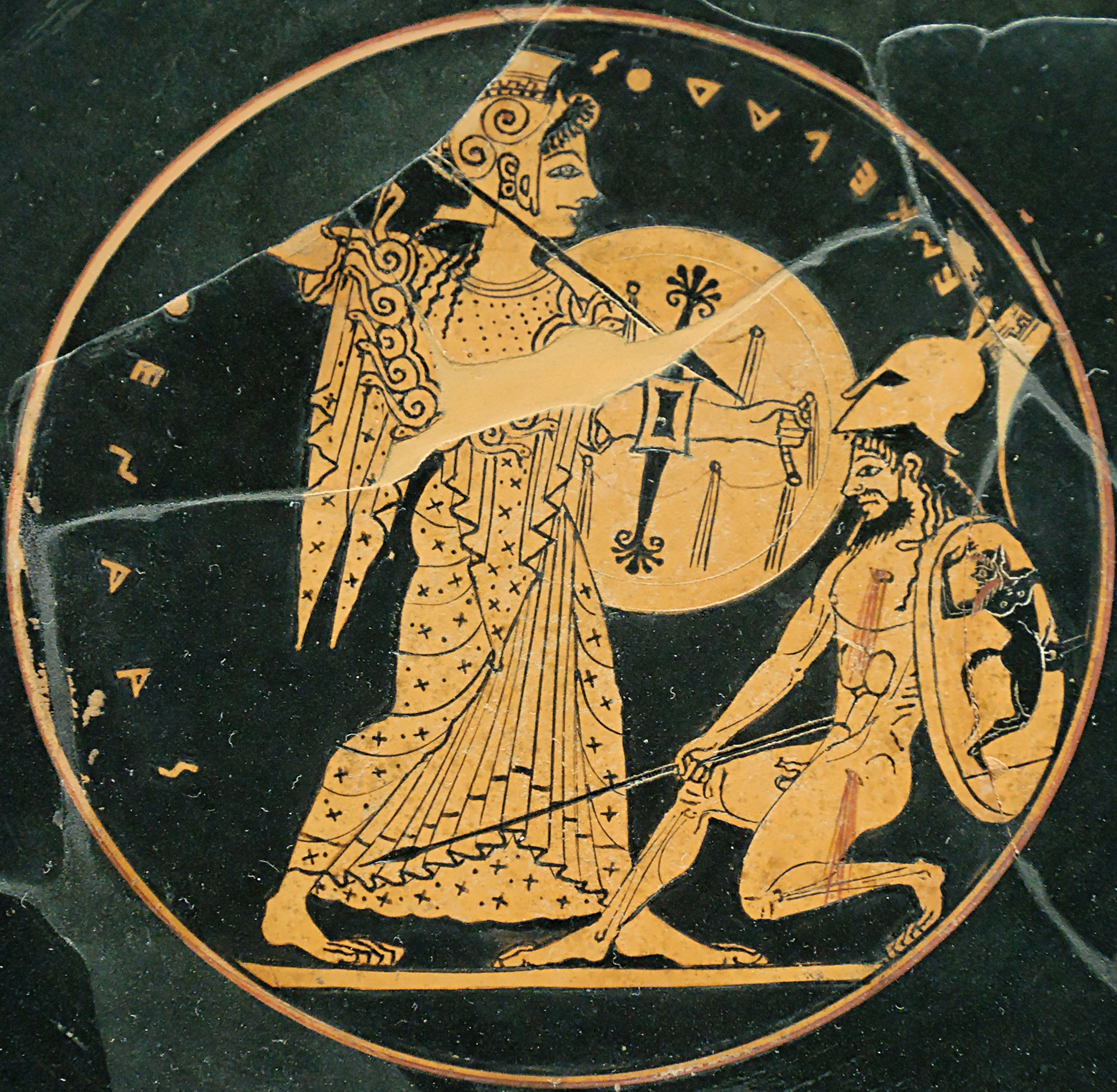
Athene und Enkelados beim Kampf, rotfiguriger Teller, Paris, Louvre CA 3662

Oltos (altgriechisch Ὄλτος) war ein in Athen tätiger Vasenmaler der Spätarchaik der etwa in der Zeit von etwa 525 bis 500 v. Chr. arbeitete. Es sind etwa 150 Werke des Malers überliefert, vor allem Schalen, von denen zwei signiert sind, eine Schale in Berlin und eine Schale in Tarquinia.
Oltos begann seine Arbeit in der Töpferwerkstatt des Nikosthenes. Zunächst gestaltete Oltos vor allem bilingue Augenschalen mit schwarzfigurigen Innen- und rotfigurigen Außenbildern. Sein schwarzfiguriger Stil ist von Psiax und vom Antimenes-Maler beeinflusst. Rein schwarzfigurige Werke des Oltos sind bis heute nicht bekannt. Die Schalenbilder sind zumeist einfigurig und spannungsgeladen, unterschiedliche Bewegungs- und Blickrichtungen sind keine Seltenheit. Später widmete Oltos sich ganz der rotfigurigen Malerei, wo er vom Andokides-Maler und mehreren Vertretern der sogenannten Pioniergruppe, vor allem seinem früheren Schüler Euphronios, beeinflusst wurde.
Seine Zeichnungen waren flächig und elegant, erreichten aber nie den Detailreichtum anderer rotfiguriger Meister. Er hatte eine besondere Vorliebe für üppige Ornamente und symmetrische Kompositionen. In der mittleren Schaffensphase widmete sich Oltos vermehrt der Darstellung von mythologischen Szenen. Im Laufe der Zeit arbeitete Oltos mit mehreren Töpfern zusammen. Nachgewiesen ist die Zusammenarbeit mit mindestens sechs: Hischylos, in besonderer Weise Pamphaios, mit dem er den ersten Stamnos überhaupt schuf, Tleson, Chelis, schließlich Kachrylion, wo er zusammen mit Euphronios arbeitete, und Euxitheos.
Eine Neuerung, die Oltos einführte, findet sich auf einer Amphora in London. Hier stellte er eine einzelne Figur ohne Rahmung und Standlinie dar.

## Ausgewählte Werke
- Altenburg, Lindenau-Museum
Schale 224

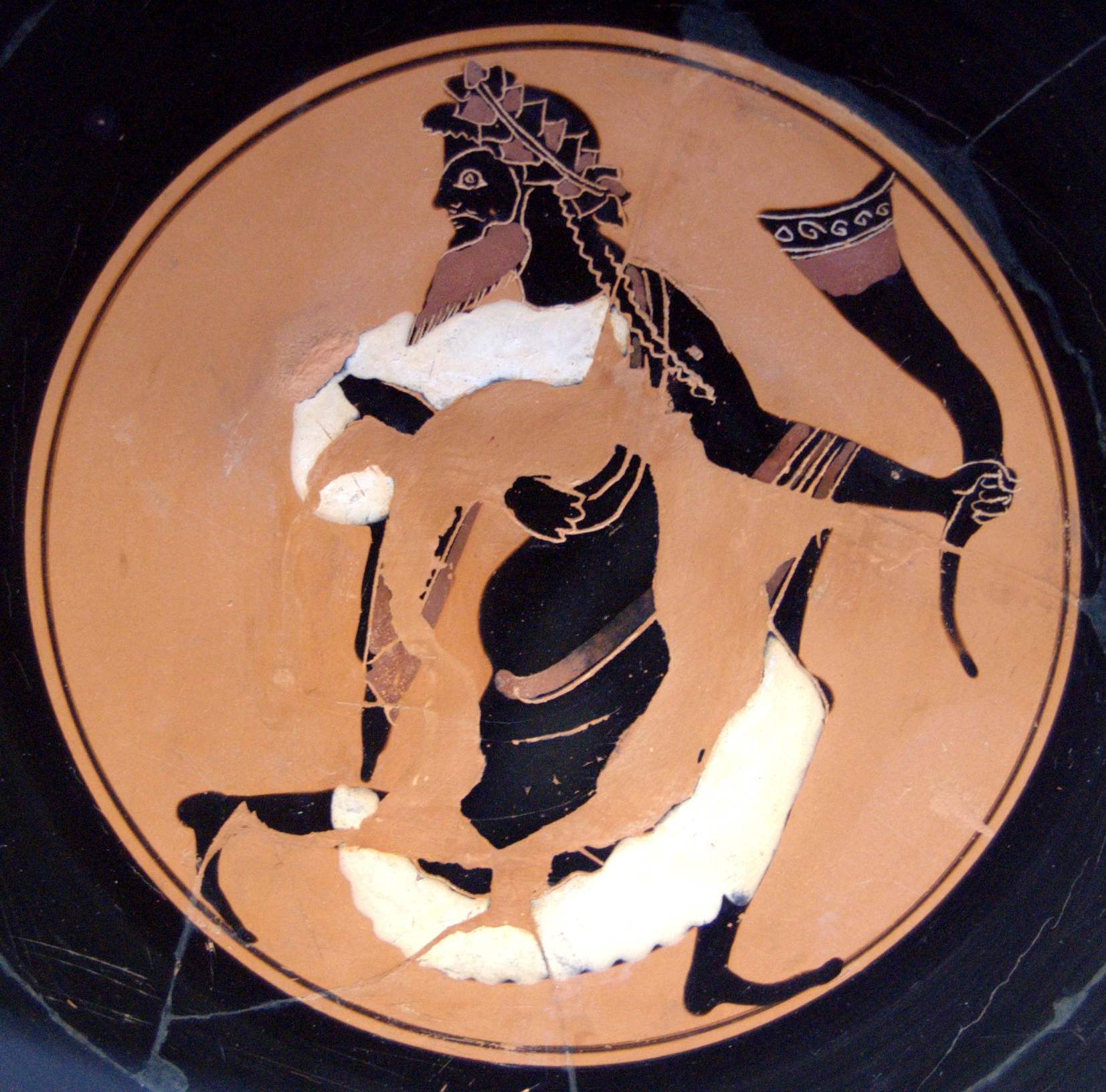
Dionysos, Innerbild einer bilinguen Augenschale, München, Staatliche Antikensammlungen Inv. 2593

- Baltimore, Johns Hopkins University Archaeological Museum
Fragment einer Schale AIA B1[4]
- Basel, Antikenmuseum und Sammlung Ludwig
Schale BS 459
- Berlin, Antikensammlung
Schale F 2263[5] • Schale F 2264[6] • Teller F 2313[7] • Schale F 4220[8] • Schale F 4221[9]
- Boston, Museum of Fine Arts
Schale 13.83[10] • Fragment einer Schale 08.31D[11] • Fragment 10.219[12]
- Bowdoin, Bowdoin College Museum of Art
Fragment einer Schale 1913.14[13]
- Fayetteville, The University Museum
Schale 56.25.15[14]
- London, British Museum
Schale E 8 (1978,0411.10)[15] • Schale E 16 (1836,0224.129)[16] • Schale E 40 (1848,0802.3)[17] • Amphora E 258 (1836,0224.126)[18] • Stamnos E 437 (1839,0214.70)[19]
- Malibu, J. Paul Getty Museum
Schale 80.AE.154[20] • Schale 86.AE.276[21] • Schale 86.AE.277[22]
- Mount Holyoke, Mount Holyoke College Art Museum
Schale 1943.17.B.AIV[23] • 1967.11.B.SII[24]
- München, Staatliche Antikensammlungen
Schale 2593 • Schale 2618
- New York, Metropolitan Museum of Art
Psykter 10.210.18[25] • Psykter 1989.281.69[26]
- Paris, Musée National du Louvre
Teller CA 3662[27] • Schale G 17[28] • Amphora G 2[29] • Amphora G 3[30]
- Tarquinia, Museo Nazionale Tarquiniese
Schale RC 6848[31]
- Vatikan, Museo Gregoriano Etrusco
Schale 16584 (Albizzati 498)[32]